# Зграда Галерије Матице српске
Зграда Галерије Матице српске је првобитно подигнута за потребе Продуктивне берзе у Новом Саду, налази се на Тргу галерије 1 и представља непокретно културно добро као споменик културе.
Зграда продуктивне и ефектне берзе представља масивну грађевину са равноправно третираним фасадама, а акценат је постављен према централном, озбиљном и строго симетричном, што представља одговарајућу архитектонску опну за једну финансијску установу, као што је у случају берзе. Зграда је пројектована током 1926. године, а употребна дозвола је издата 26. јануара 1927. године, док је предузимачке радове извео стални сарадник архитекта Филип Шмит.
Фасаде се одликује плитким и са мером одабраним украсима, посебно у њеним вишим појасевима. Високо приземље је фуговано, а спратна постројења са густим растером отвора носе украс у виду прислоњених пиластара са јонским волутама (полукапителима). У осам отвора, на месту парапета, такође је коришћен плитак малтерски украс у виду рамова са назначеним сегментима у врху. Улаз у објекат постављен је на масивном степеништу са четири велика пиластра правоугаоног пресека који “придржавају” пространи балкон са оградом од балустера. 
Зграда Продуктивне Берзе је педесетих адаптирана за потребе Галерије Матице српске по пројекту инг. архитекте Ивана Здравковића и његових сарадника Д. Живковића и Д. Вуковића.